# I canti della vita
I canti della vita (Aghānī al-Ḥayāt) sono l’opera poetica principale di Abu l-Qasim al-Shabbi (Tozeur, 1909 – Tunisi, 1934) ritenuto il più importante poeta tunisino in lingua araba del Novecento oltre ad essere tra gli autori più noti e apprezzati in tutto il mondo arabo
Nel 1928 il testo apparve in modo parziale in un volume collettaneo, mentre la prima edizione in silloge uscì in Egitto nel 1955 A questa sono seguite varie altre edizioni ampliate (1966, 1970, 1984, 1997, 2002), pubblicate a Tunisi e in vari altri paesi.
La strofa finale dell’inno nazionale tunisino Ḥumāt al-Ḥima (Difensori della Patria) è costituita da un brano di una delle più famose composizioni contenute nella raccolta, La volontà di vivere.
La sola edizione italiana della silloge, uscita nel 2008, con testo arabo a fronte, a cura e con un ampio saggio di Salvatore Mugno, è stata tradotta da Imed Mehadheb, con una rivisitazione di Gëzim Hajdari ed è stata oggetto di vasta attenzione da parte di studiosi e critici.

## Contenuti
L’edizione italiana, contiene 43 composizioni del canzoniere dell’autore magrebino, cioè oltre la metà del totale, arricchite da notizie biografiche, bibliografiche e critiche, nonché da materiali iconografici.
La sua opera, a dire degli studiosi, oltre che per il verslibrisme, si caratterizzerebbe per la sua impronta simbolista, impressionista e romantica, ma soprattutto per «una potenza poco comune».
Tra le principali fonti di ispirazione del poeta viene indicata la “Scuola siro-libanese d’America” e «Gibran Khalil Gibran (1883-1931) rimane il maestro incontestato di Châbbî».
Il poeta ne emergerebbe come un innovatore sul piano delle concezioni culturali e letterarie tunisine, ma sarebbe più prudente sul versante stilistico.
La sua poesia esalterebbe «la libertà, il sentimento, l’istinto, la fantasia, le risonanze segrete della natura, l’amore eroico per la vita, una utopica “volontà di potenza”, accompagnata dalla corrispondente malinconia sepolcrale, dalla deriva aristocratica, scostante, nostalgica».
Il tema della “volontà di vivere” e di imporsi alle avversità della storia dominano questa silloge, anche quando essa presenta momenti di delusione e di disfatta.
Ma le più robuste e combattive poesie dello scrittore tunisino sono quelle rivolte contro l’inerzia e la passività dei suoi connazionali e contro le tirannie d’ogni sorta.
Si vedano, a questo riguardo, ad esempio i testi: La volontà di vivere, Al popolo, Il profeta ignorato, I sogni di un poeta, Per la Storia, I figli di Satana, La gente, Mondo trapassato, Ai tiranni, La filosofia del serpente sacro e altri.
L’ampio studio introduttivo, approntato dal curatore dell’edizione italiana, emblematicamente intitolato Il difficile mestiere di “poeta nazionale” (pp. 15-44), ripercorre talune vicissitudini legate alla diffusione dell’opera di questo scrittore e analizza per grandi linee l’approccio, spesso entusiasta ma talvolta infastidito, con cui la critica lo ha accolto, in quanto assai severo e perfino “ribelle” rispetto alla tradizione nazionale della Tunisia e a un contesto culturale da egli ritenuto stagnante e soffocante. 
L’edizione italiana contiene, inoltre, la prefazione di Abderrazak Bannour (L’attualità di Shābbī o l’inno alla vita) e la postfazione di Aldo Nicosia (L’Epistolario di ash-Shābbī, dietro le quinte del Dīwān).
Interessante è anche il raffronto e il parallelismo che, nell’edizione italiana, viene posto tra questo autore e il coevo “confratello” Mario Scalesi (Tunisi, 1892 – Palermo, 1922).
(La volontà di vivere, in I canti della vita, pp. 186 e ss.)